# Charles Puffy
Charles Puffy (eg. Károly Huszár), född 3 november 1884 i Budapest, Ungern, död 1942 i Tokyo, Japan, var en ungersk skådespelare. 

## Filmografi (i urval)
- 1930 – Zweimal Hochzeit
- 1930 – Mach' mir die Welt zum Paradies
- 1930 – Der blaue Engel
- 1928 – The Man Who Laughs
- 1921 – Der müde Tod